# パウル・セギン
パウル・セギン（ドイツ語: Paul Seguin、1995年3月29日 - ）はドイツのサッカー選手。ポジションはMF。シャルケ04所属。

## 経歴
2007年、VfLヴォルフスブルクのアカデミーに加入した。2015年3月4日のDFBポカール・RBライプツィヒ戦でデビュー。
2019年1月17日、SpVggグロイター・フュルトに期限付き移籍した。同年5月7日にフュルトと3年契約を結んだ。
2023年6月21日、シャルケ04に3年契約で移籍した。

## 私生活
父のウォルガング・セギンは東ドイツ代表の元サッカー選手。